# 施米德米伦
施米德米伦是德国巴伐利亚州的一个市镇。总面积25.32平方公里，总人口2387人，其中男性1190人，女性1197人（2011年12月31日），人口密度94人/平方公里。